# Palau Garzoni
El Palau Garzoni és un palau de Venècia, situat en el sestiere de San Marco, amb vistes al costat esquerre del Gran Canal, entre el Rio di Ca' Garzoni i el Fondaco Marcello, davant del Palau Pisani Moretta.

## Història
La família Garzoni, originària de Bolonya, va arribar a Venècia cap a finals del segle XIII i un segle més tard pertanyia a la noblesa veneciana; va ser registrada al Maggior Consiglio el 1381. Al segle XVII van adquirir la propietat d'aquest palau i des de llavors ha estat conegut pel seu nom. Fins al 2019 era propietat de la Universitat Ca' Foscari, que hi allotjava la Facultat de Llengües. El 2019 va ser adquirida per un comprador anònim a través de la casa de subhastes anglesa Sotheby's per un preu no especificat.

## Arquitectura
És un palau gòtic del segle XV que ha vist profundament modificat el seu aspecte original amb el pas del temps. A la planta baixa hi ha un portal d'aigua amb arc de mig punt i una pròtoma a la clau de volta. El desenvolupament del palau continua amb dues plantes nobles molt similars, amb una finestra central apuntada de quatre llums i dos parells de finestres laterals monofàl·liques, totes tancades per petits balcons. Al centre de la façana encara és visible un parell d'amorins que sostenen un escut buit on antigament destacava l'escut d'armes de la família noble.